# Tanyproctoides mirzayansinus
Tanyproctoides mirzayansinus är en skalbaggsart som beskrevs av Keith och Olivier Montreuil 2004. Tanyproctoides mirzayansinus ingår i släktet Tanyproctoides och familjen Melolonthidae. Inga underarter finns listade i Catalogue of Life.